# Busiris (fill de Posidó)

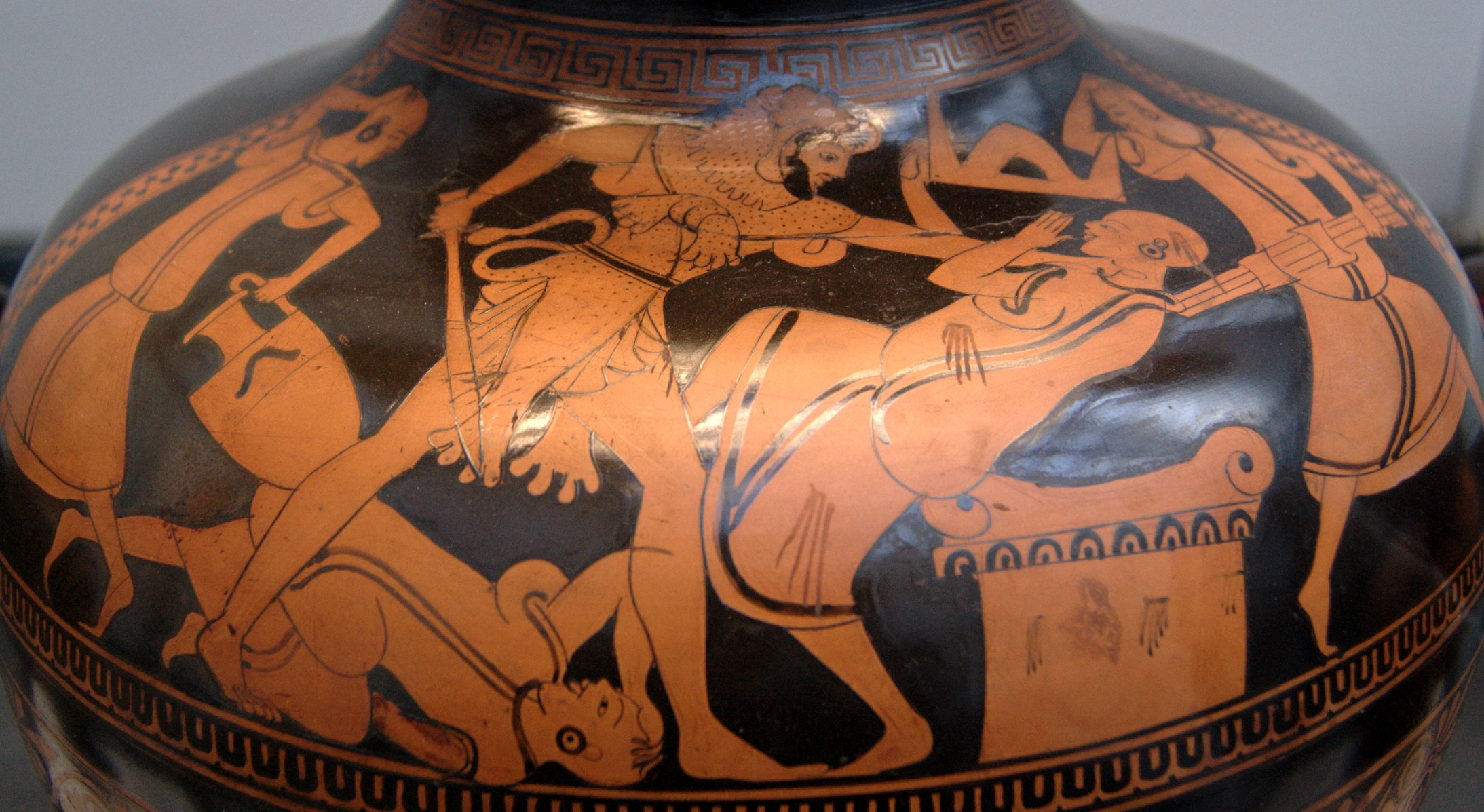
Heracles i Busiris

Segons la mitologia grega, Busiris (en grec antic: Βούσιρις) va ser un rei d'Egipte, fill de Posidó i de Lisianassa, segons Apol·lodor o de Líbia, segons altres versions. El seu nom no figura en cap de les llistes de les dinasties faraòniques, però potser és una derivació del nom del déu Osiris.
Busiris era un rei molt cruel, que havia obligat Proteu a fugir d'Egipte. Havia enviat també una expedició de bandits per segrestar les Hespèrides, conegudes per la seva bellesa. Hèracles els va descobrir quan anaven de camí mentre es dirigia a buscar les pomes d'or al jardí de les Hespèrides i els va matar, i també va matar Busiris.
Per conjurar una sequera que assolava el seu país, Frasi, un endeví vingut des de Xipre, va dir a Busiris que havia de sacrificar cada any a Zeus un estranger per tal de calmar-lo. Seguint el seu consell, va començar per sacrificar el mateix endeví. Va capturar després Hèracles quan tornava de robar les pomes de les Hespèrides i el va portar al lloc del sacrifici, però l'heroi, veient el que li esperava, va matar Busiris juntament amb el seu fill Ifidamant o Amfidamant, l'herald Calbes i els ministres presents a la cerimònia.